# کوئن کاستلز
کوئن کاستلز (انگلیسی: Koen Casteels؛ زاده ۲۵ ژوئن ۱۹۹۲) بازیکن فوتبال اهل بلژیک است که‌ برای تیم  القادسیه عربستان و تیم ملی فوتبال بلژیک بازی می‌کند.